# ترنوبل
ترنوبل (بالأوكرانية: Тернопіль) هي مدينة تقع غرب أوكرانيا بالقرب من الحدود البولندية، بين مدينة لفوف والعاصمة كييف وعاصمة مقاطعة ترنوبل، وهي مدينة خضراء هادئة شبه ريفية تتوسطها بحيرة ويجري خلالها نهر. الحياة فيها بسيطة لذا تقل كلفة المعيشة بها عن المدن الأخرى الكبيرة في أوكرانيا. يخدم المدينة مطار ترنوبل الدولي ويقع في جنوب شرق المدينة ويصل تعداد السكان إلى 218 ألف نسمة (2015).

## المناخ
يظهر الجدول التالي التغييرات المناخية على مدار السنة لترنوبل:
| البيانات المناخية لـترنوبل        | البيانات المناخية لـترنوبل | البيانات المناخية لـترنوبل | البيانات المناخية لـترنوبل | البيانات المناخية لـترنوبل | البيانات المناخية لـترنوبل | البيانات المناخية لـترنوبل | البيانات المناخية لـترنوبل | البيانات المناخية لـترنوبل | البيانات المناخية لـترنوبل | البيانات المناخية لـترنوبل | البيانات المناخية لـترنوبل | البيانات المناخية لـترنوبل | البيانات المناخية لـترنوبل |
| الشهر                             | يناير                      | فبراير                     | مارس                       | أبريل                      | مايو                       | يونيو                      | يوليو                      | أغسطس                      | سبتمبر                     | أكتوبر                     | نوفمبر                     | ديسمبر                     | المعدل السنوي              |
| --------------------------------- | -------------------------- | -------------------------- | -------------------------- | -------------------------- | -------------------------- | -------------------------- | -------------------------- | -------------------------- | -------------------------- | -------------------------- | -------------------------- | -------------------------- | -------------------------- |
| الدرجة القصوى °م (°ف)             | 12.2 (54.0)                | 17.3 (63.1)                | 25.0 (77.0)                | 30.0 (86.0)                | 30.2 (86.4)                | 37.8 (100.0)               | 38.4 (101.1)               | 36.1 (97.0)                | 32.1 (89.8)                | 25.7 (78.3)                | 19.9 (67.8)                | 13.9 (57.0)                | 38.4 (101.1)               |
| متوسط درجة الحرارة الكبرى °م (°ف) | −1.9 (28.6)                | −0.4 (31.3)                | 4.7 (40.5)                 | 12.7 (54.9)                | 18.8 (65.8)                | 21.4 (70.5)                | 23.2 (73.8)                | 23.0 (73.4)                | 18.1 (64.6)                | 12.1 (53.8)                | 4.8 (40.6)                 | −0.4 (31.3)                | 11.2 (52.2)                |
| المتوسط اليومي °م (°ف)            | −4.4 (24.1)                | −3.4 (25.9)                | 0.7 (33.3)                 | 7.8 (46.0)                 | 13.6 (56.5)                | 16.5 (61.7)                | 18.1 (64.6)                | 17.5 (63.5)                | 12.9 (55.2)                | 7.4 (45.3)                 | 1.9 (35.4)                 | −2.8 (27.0)                | 7.1 (44.8)                 |
| متوسط درجة الحرارة الصغرى °م (°ف) | −7.3 (18.9)                | −6.4 (20.5)                | −2.8 (27.0)                | 3.1 (37.6)                 | 8.2 (46.8)                 | 11.3 (52.3)                | 13.0 (55.4)                | 12.3 (54.1)                | 8.1 (46.6)                 | 3.4 (38.1)                 | −0.8 (30.6)                | −5.4 (22.3)                | 3.0 (37.4)                 |
| أدنى درجة حرارة °م (°ف)           | −31.6 (−24.9)              | −31.0 (−23.8)              | −23.9 (−11.0)              | −6.1 (21.0)                | −2.2 (28.0)                | −1.7 (28.9)                | 4.0 (39.2)                 | 3.6 (38.5)                 | −4.0 (24.8)                | −10.5 (13.1)               | −18.0 (−0.4)               | −27.0 (−16.6)              | −31.6 (−24.9)              |
| الهطول مم (إنش)                   | 33.0 (1.30)                | 27.7 (1.09)                | 34.1 (1.34)                | 46.6 (1.83)                | 71.8 (2.83)                | 77.6 (3.06)                | 83.5 (3.29)                | 78.2 (3.08)                | 60.6 (2.39)                | 37.1 (1.46)                | 34.6 (1.36)                | 35.0 (1.38)                | 619.8 (24.40)              |
| متوسط أيام هطول الأمطار           | 19.5                       | 18.2                       | 16.3                       | 11.3                       | 11.0                       | 11.4                       | 9.6                        | 8.1                        | 10.0                       | 10.1                       | 15.2                       | 19.4                       | 160.1                      |
| متوسط الرطوبة النسبية (%)         | 85.8                       | 84.3                       | 78.6                       | 67.7                       | 67.1                       | 71.6                       | 73.6                       | 73.0                       | 75.8                       | 79.6                       | 86.2                       | 87.0                       | 77.5                       |
| المصدر: Climatebase.ru            |                            |                            |                            |                            |                            |                            |                            |                            |                            |                            |                            |                            |                            |

## تعليم
في ترنوبل أربعون مدرسة ثانوية وعشر مدارس ثانوية، بما في ذلك
- جامعة ترنوبل الوطنية التربوية
- جامعة ترنوبل الوطنية الاقتصادية
- ترنوبل الجامعة التقنية الوطنية.
- معهد ترنوبل تقنية الاجتماعية والإعلام
- معهد ترنوبل أكاديمية الأقاليمي لإدارة شؤون الموظفين
- جامعة ترنوبل الطبية الحكومية
  - يوجد في المدينة العديد من المؤسسات التعليمية والصناعية الضخمة والجامعات الأخرى والتي من أكبرها أكاديمية ترنوبل الطبية الحكومية. في هذه الأكاديمية الكليات التالية : كلية الطب البشري، كلية التمريض والتحاليل المخبرية، كلية طب الأسنان، كلية الصيدلة. تحتوي الأكاديمية على 37 دائرة علمية متخصصة بالإضافة إلى كلية التحضيري ـ سنة اللغة.-كون الأكاديمية تأسست في العام 1957 م فهي بذلك قائمة قبل زوال الاتحاد السوفييتي ومعترف بها. يدرس في الأكاديمية سنويا ما يقارب 3000 طالب منهم حوالي 250 طالب أجنبي أغلبيتهم من العراق، بولندا، سلوفاكيا، سوريا، الأردن، مصر، السودان، السعودية، الكويت، باكستان والهند.
- معهد التجريبية ترنوبل التربية والتعليم المتطور
- فرع جامعة ترنوبل الأوروبي
- معهد ترنوبل الاقتصاد وريادة الأعمال
- المعهد التجاري ترنوبل

## توأمة
لترنوبل اتفاقيات توأمة مع كل من:
- باطوم (26 أغسطس 2011 - )[10]
- البلنغ
- رادوم

## أعلام
- أولغا ماسليفيتس
- هنريك بارانوفسكي
- ناتاليا فولوفنيك
- إيفان فيشنفسكي
- هيرمان أورباخ